# Genitorializzazione
La genitorializzazione, o parentificazione (dall'inglese parentification), è un processo di inversione dei ruoli in cui un bambino è indotto a fare da padre o da madre al proprio genitore o a un fratello. In casi estremi, il bambino viene usato per riempire il vuoto della vita emotiva del genitore alienante.

## Genitorializzazione strumentale ed emotiva
Gli psicologi hanno identificato due tipi distinti di genitorializzazione: quella strumentale e quella emotiva. 
- Per genitorializzazione strumentale si intende una situazione in cui il bambino svolge dei compiti pratici per la famiglia che normalmente verrebbero svolti da un genitore, come per esempio: prendersi cura di un parente malato, accudire i fratelli più piccoli, pagare le bollette, fare da interprete per i famigliari che non parlano la lingua del paese in cui  vive la famiglia. [2]
- La genitorializzazione emotiva si verifica quando un figlio assume il ruolo di confidente o mediatore per (o tra) genitori o membri della famiglia.[2]

Melitta Schmideberg negli anni 1940 aveva notato come la deprivazione emotiva potesse portare i genitori a trattare inconsapevolmente i propri figli come figure genitoriali sostitutive. Salvador Minuchin ha parlato di "sposificazione" per designare lo stesso fenomeno. In queste relazioni i confini personali sono confusi. Eric Berne ha trattato le relazioni "simmetriche" fra genitori e figli, che si verificano quando uno dei figli (di solito il maggiore) sostituisce un genitore assente. Virginia Satir ha parlato della "discrepanza ruolo-funzione" in cui il figlio assume il ruolo del capofamiglia, ruolo tradizionalmente attribuito al padre.
Gli psicologi che hanno lavorato sulla teoria delle relazioni oggettuali  hanno evidenziato come il bambino genitorializzato sviluppi un falso sé. John Bowlby ha parlato di "accudimento compulsivo" per indicare il comportamento delle persone che da bambine hanno ricevuto pressioni dai genitori per diventare una figura di attaccamento nei loro confronti.

### Scelta del bambino
Generalmente il figlio che viene genitorializzato è il primogenito. Tuttavia, può capitare che la dinamica sia piuttosto basata sul genere: il bambino è scelto perché corrisponde al sesso del  genitore assente: è il caso per esempio di una famiglia in cui muore la madre, e la secondogenita, in quanto femmina, "fa da madre" ai fratelli più piccoli. La scelta di una figlia femmina è anche caratteristica delle famiglie in cui c'è un bambino disabile. Invece la scelta del figlio maschio più anziano è caratteristica delle famiglie in cui viene a mancare il padre. Il figlio riempie le funzioni del padre, senza tuttavia godere della stessa autonomia di cui godrebbe un adulto in condizioni normali.
Si parla di "sposificazione" per indicare il comportamento di un genitore vedovo o separato, che obbliga il figlio o la figlia nel ruolo sociale e soprattutto emotivo del coniuge assente.

## Genitorializzazione narcisistica
Si parla di genitorializzazione narcisistica quando un genitore affetto da narcisismo proietta su suo figlio le sue aspirazioni e i suoi desideri, senza tenere conto delle aspirazioni e dei desideri del bambino stesso. Il bambino è indotto con ogni mezzo ad assumere le caratteristiche ricercate dal genitore.
Un modello che è stato rilevato nella cultura occidentale sin dalla descrizione di Omero del personaggio di Achille.